# Jolnajojtic
Jolnajojtic är en ort i Mexiko.   Den ligger i kommunen Chamula och delstaten Chiapas, i den sydöstra delen av landet, 700 km öster om huvudstaden Mexico City. Jolnajojtic ligger 2 414 meter över havet och antalet invånare är 298.
Terrängen runt Jolnajojtic är kuperad. Runt Jolnajojtic är det tätbefolkat, med 550 invånare per kvadratkilometer. Närmaste större samhälle är San Cristóbal de las Casas, 7,7 km sydost om Jolnajojtic. I omgivningarna runt Jolnajojtic växer huvudsakligen savannskog.